# ロボットアーム

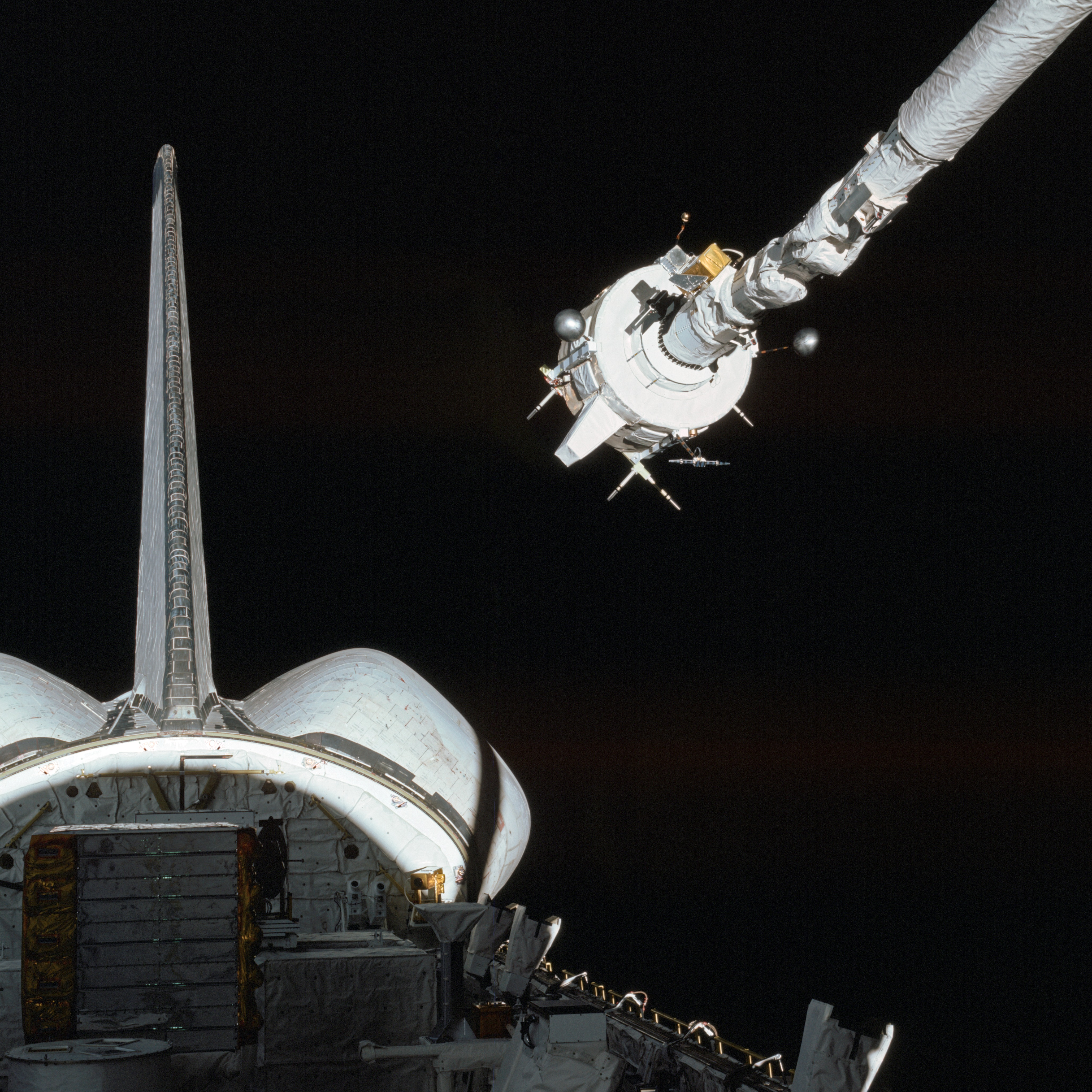
スペースシャトルの貨物室の搭載物を配備中のSRMS

ロボットアームは人間の腕に似た働きをするメカニカルアームの一種であり、通常はプログラミング可能である。ロボットアームが機械装置全体ということもあればもっと複雑なロボットの一部ということもある。（多関節ロボットのような）回転動作や橋渡しのための（直線的な）動作をするようにそういったマニピュレーターの接続部はジョイントでつながれている。連鎖機構を形作っているとマニピュレーターの接続部は見なせる。マニピュレーターの連鎖機構の終端部は効果器といわれ、人の手に似ている。

## ロボットハンド

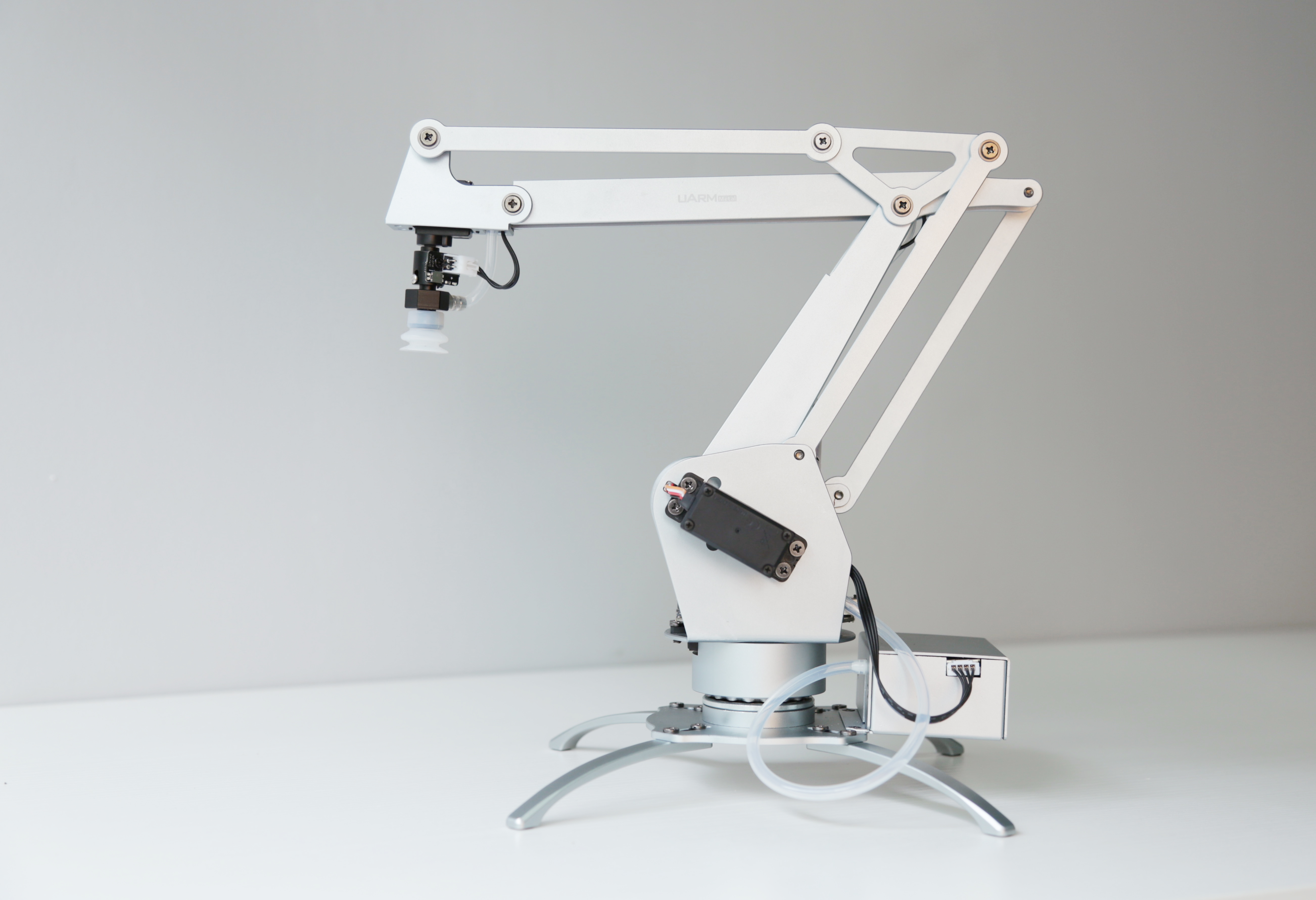
uArmの金属製のオープンソースのロボットアーム

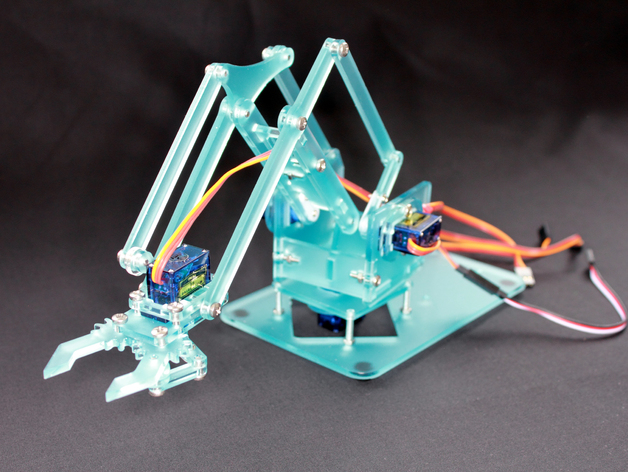
MeArmのオープンソースのロボットアーム

効果器、つまりロボットハンド（英: Robot end effector）は応用次第で溶接、保持、回転動作など要求されたタスクを行えるよう設計ができる。たとえば自動車産業の組み立てラインのロボットアームは溶接や組み立て中の部品の回転や設置などのいろいろなタスクを行う。爆発物の解除や処理を行うために設計されたロボットなど、一部では人の手の精密な再現が求められることがある。

## 種類

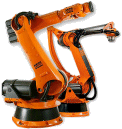
クーカ製の6軸多関節ロボット

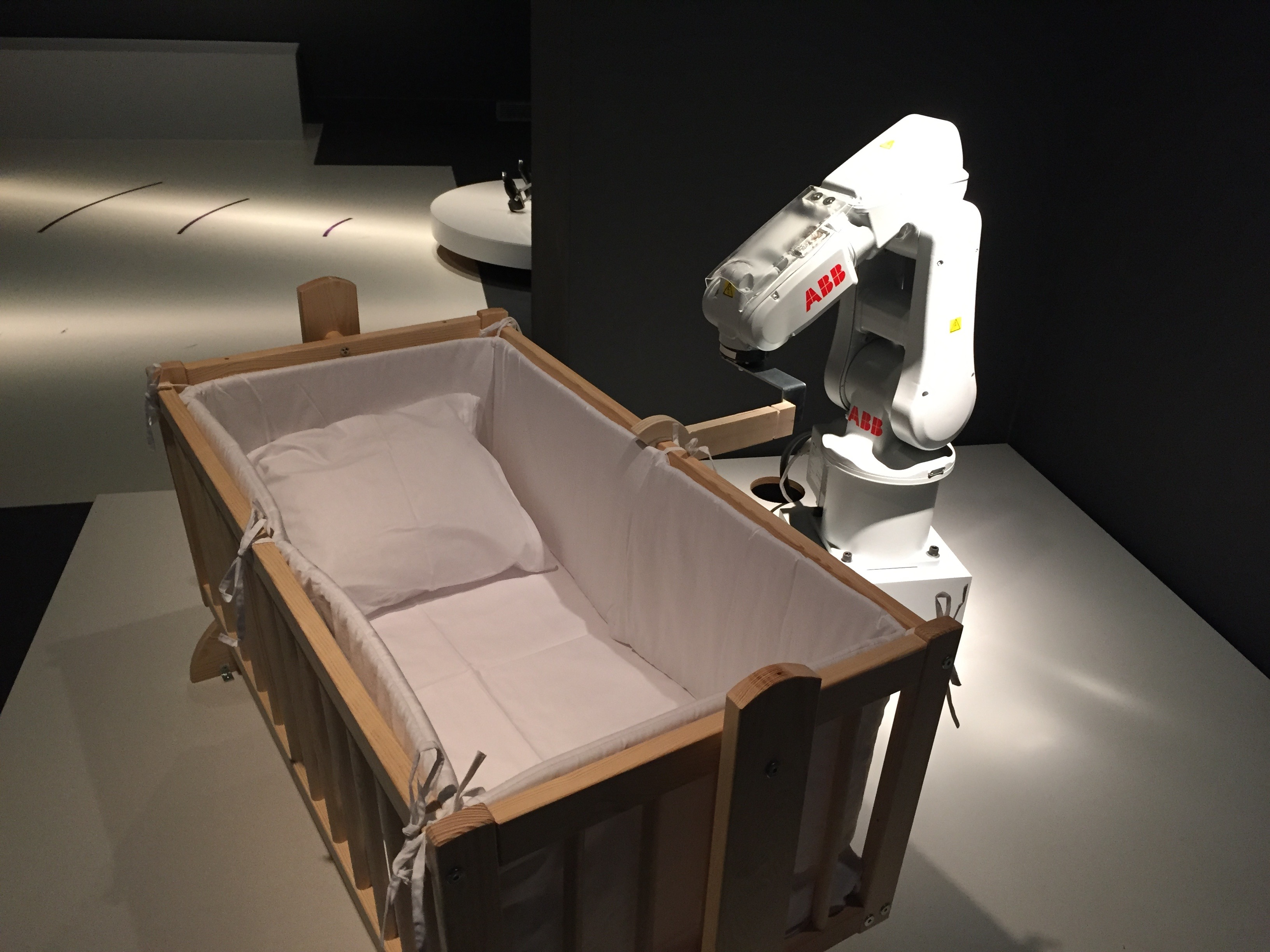
Humans+の展示

直交ロボット/ガントリーロボット
選んで配置する作業やシーラント充填、組み立て操作、また工具を扱ったりアーク溶接をするのに使われる。3つの直進ジョイントがあり直交座標系によって同一の軸が動くロボットである。
シリンダーロボット
組み立て操作や工具の取り扱い、スポット溶接、ダイカスト機械の取り扱いに使われる。円柱座標系で軸が動くロボットである。
球体ロボット/極座標ロボット
工具の取り扱い、スポット溶接、ダイカスト、バリ取り機、ガス溶接やアーク溶接に使われる。極座標系で軸が動くロボットである。
SCARA型ロボット
選んで配置する作業、シーラント充填、組み立て操作や工具の取り扱いに使われる。このロボットは水平面での自由な動作をするための2つの平行なジョイントが特徴である。
垂直多関節ロボット
組み立て操作やダイカスト、バリ取り機、ガス溶接、アーク溶接、スプレー塗装に使われる。アームに少なくても3つの回転ジョイントがあるロボットである。
並列リンクマニピュレータ
コックピットのフライトシミュレーターを行うモバイルプラットフォームとして使われたりする。アームに連動する直進ジョイントや回転ジョイントがあるロボットである。
人型ロボット
独立した指を持つなど、人の手を真似た形になっている。

## 特筆すべきロボットアーム

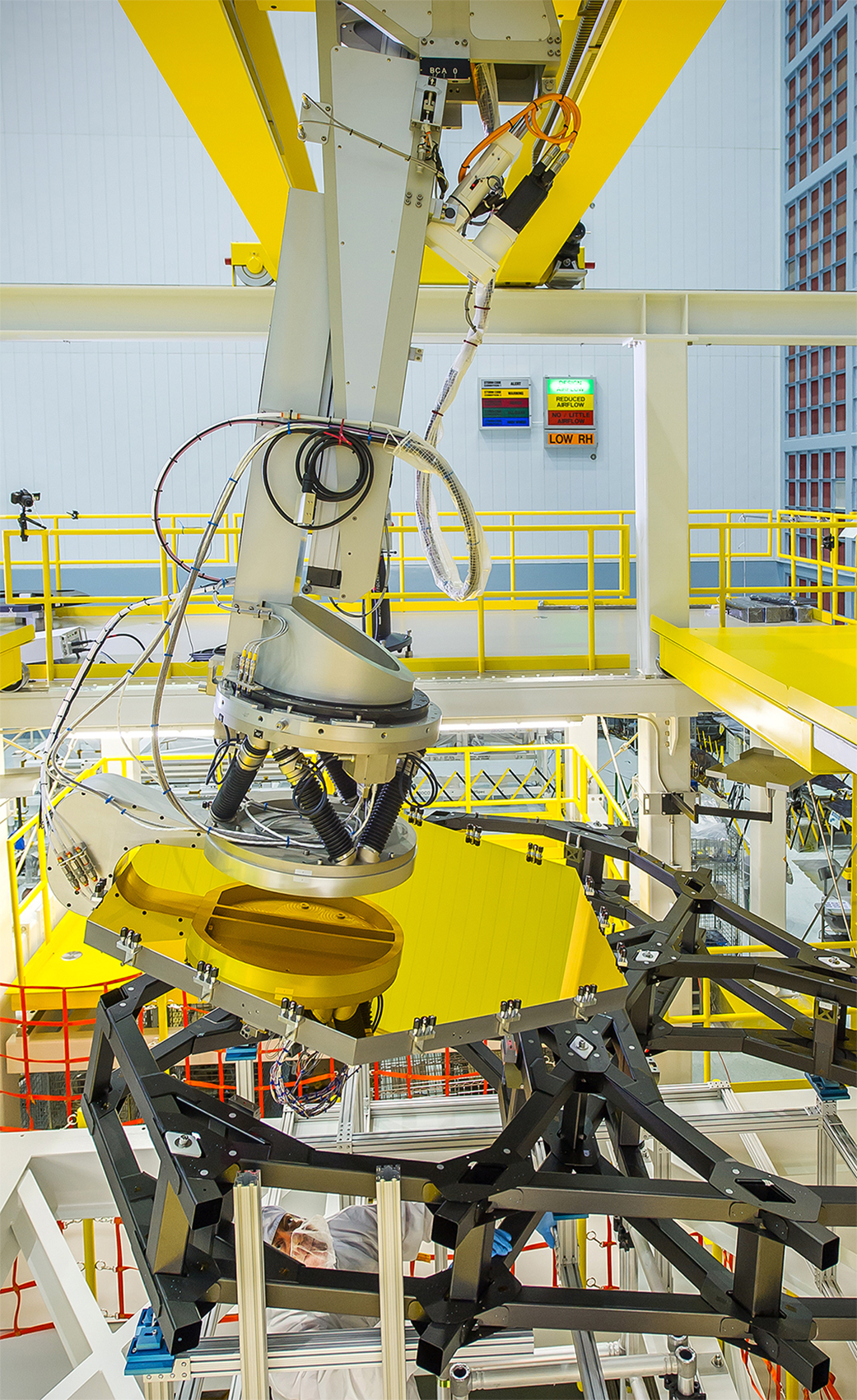
ジェイムズ・ウェッブ宇宙望遠鏡の主鏡部分を設置しているロボットアーム

CanadarmやSRMSとしても知られるスペースシャトル・リモート・マニピュレータ・システムとその後継であるカナダアーム2が複数の自由度を持つロボットアームの宇宙での例である。カメラやセンサー付きの特別に取り付けられたブームを使用したスペースシャトルの検査、また人工衛星の配備やスペースシャトルの格納庫からの回復処理などのいろいろなタスクを行うためにこれらのロボットアームは使われてきた。
火星上のキュリオシティ探査車でもロボットアームが使われる。
チェスや将棋などの駒をロボットアームで移動させることで、盤と駒を使った対局が可能なシステムも開発されている。

## 低コストのロボットアーム
2010年代には低コストのロボットアームの入手がとてもしやすくなった。そういったロボットアームはほとんどはホビーや教育用のデバイスとして売られているが、オートサンプラーとして使うなどラボラトリーオートメーションに使うことが提案されている。